# La Ferrière-Harang
La Ferrière-Harang település Franciaországban, Calvados megyében. Lakosainak száma 313 fő (2018. január 1.). La Ferrière-Harang Campeaux, Carville, Mont-Bertrand, Saint-Denis-Maisoncelles, Saint-Martin-des-Besaces és Le Tourneur községekkel határos.

## Népesség
A település népessége az elmúlt években az alábbi módon változott:
| Lakosok száma | 443  | 377  | 302  | 266  | 282  | 303  | 315  | 318  | 313  | 313  |
|               | 1962 | 1968 | 1982 | 1990 | 1999 | 2008 | 2011 | 2013 | 2017 | 2018 |